# 罗伯特·崔特·潘恩
罗伯特·崔特·潘恩（英語：Robert Treat Paine；1731年3月11日—1814年5月11日），美国政治家、大陆会议代表，曾签署《美國獨立宣言》，為美国开国元勋之一，以及麻薩諸塞州首任大法官和美国文理科学院创始人之一。

## 人物生平
罗伯特·崔特·潘恩在麻薩諸塞州波士顿出生，是美国著名的五月花号清教徒的后代，他的父亲是当地教会的一名牧师，他的母亲则是新泽西州建立者Rev. Samuel Treat的女儿。
罗伯特·崔特·潘恩年轻时上过波士顿拉丁语学校（Boston Latin School），1749年从哈佛大学神学毕业，当时的哈佛大学还叫哈佛学院（Harvard College）。
在1755年的美国北方边境战争中，他任随军牧师，之后他学习法律，1757年他在波士顿地区开启了他的律师生涯。 1761年他搬到湯頓。
1770，他参与审判波士顿大屠杀案件，让他在整个美国成名。1774年后开始在州法庭、州议会等部门任重要职位。这期间他被选举为该州的代表参加美国大陆会议，并于1776年签署了著名的独立宣言。1776年返回麻州，拒绝成为国会议员，后在本州担任第一任大法官、州长议会会员、顾问。
1814年去世，葬在波士顿著名的谷仓墓地，这里埋葬着众多美国开国伟人，如约翰·汉考克、塞缪尔·亚当斯、本杰明·富兰克林的家人。

## 独立宣言
罗伯特·崔特·潘恩在美国大陆会议中以反对意见出名。在各种会议讨论中，他几乎对其他开国者提出来的方案都积极批判。因此，宾州独立宣言签署人本杰明·拉什给他取了一个外号叫“反对意见制造者”（Objection Maker）。但正是由于他的积极参与讨论与批判，很多美国建国法律条文才得以完善。

## 晚年
罗伯特·崔特·潘恩回到麻州后，主导了麻州州宪法的创立。晚年，他对科学感兴趣，成为了美国文理科学院（American Academy of Arts and Sciences）创始人。他签署文件时常常用R.T.Paine, 字体頗見性格。1904年，麻塞诸塞州为纪念这位开国者，在汤顿市修建了纪念雕像。